# روبرت كاسويل
روبرت كاسويل (بالإنجليزية: Robert Caswell)‏ هو منتج أفلام وكاتب سيناريو أسترالي، ولد في 13 يوليو 1946، وتوفي في 29 أكتوبر 2006.

## وصلات خارجية
- روبرت كاسويل على موقع IMDb (الإنجليزية)
- روبرت كاسويل على موقع ألو سيني (الفرنسية)
- روبرت كاسويل على موقع أول موفي (الإنجليزية)
- روبرت كاسويل على موقع قاعدة بيانات الأفلام السويدية (السويدية)
- روبرت كاسويل على موقع قاعدة بيانات الفيلم (الإنجليزية)
- روبرت كاسويل على موقع كينوبويسك (الروسية)